# Phyllopalpia triangulum
Phyllopalpia triangulum är en fjärilsart som beskrevs av Max Wilhelm Karl Draudt 1932. Phyllopalpia triangulum ingår i släktet Phyllopalpia och familjen tandspinnare. Inga underarter finns listade i Catalogue of Life.